# Prix Dupré-Lapize
Der Prix Dupré-Lapize war ein Wettbewerb im Zweier-Mannschaftsfahren auf der Bahn. Das Rennen wurde von 1927 bis 1959 im Pariser Vélodrome d’Hiver ausgetragen. Benannt war der Preis nach den französischen Radrennfahrern Victor Dupré, Weltmeister im Sprint des Jahres 1909, und Octave Lapize, der u. a. dreimal das Rennen Paris–Roubaix gewann.
Die einzigen deutschsprachigen Sieger des Wettbewerbs waren 1951 Ferdy Kübler und Armin von Büren aus der Schweiz. Rekordsieger mit drei Siegen waren die Franzosen Pierre Brun, Henri Lemoine und Émile Carrara.

## Palmarès
| - 1959 Pierre Brun – Pasquale Fornara - 1958 Pierre Brun – Jacques Bellenger - 1957 Roger Godeau – Pierre Brun - 1956 Georges Decaux – Pierre Michel - 1955 Georges Senfftleben – Dominique Forlini - 1954 Roger Reynes – Jean Le Nizerhy - 1954 nicht ausgetragen - 1952 Georges Senfftleben – Émile Carrara - 1951 Ferdy Kübler – Armin von Büren - 1950 Achiel Bruneel – Joseph De Beuckelaer - 1949 Émile Carrara – Raymond Goussot - 1948 Émile Carrara – Raymond Goussot - 1947 Aimé Landrieux – Maurice Le Boulch - 1946 Henri Sourbatis – Albert Goutal - 1945 Aimé Landrieux – Maurice Le Boulch - 1944 Émile Ignat – Robert Chapatte | - 1943 Gustave Danneels – Albert Buysse - 1942 Adolphe Prat – Guy Lapébie - 1941 Giulio Rossi – Alvaro Giorgetti - 1940 Émile Diot – Fernand Wambst - 1939 Émile Diot – Fernand Wambst - 1938 Jacques Girard – Jean Goujon - 1937 Maurice Archambaud – Marcel Guimbretiere - 1936 Jean Aerts – Camiel Dekuysscher - 1935 Octave Dayen – Henri Lemoine - 1934 Octave Dayen – Henri Lemoine - 1933 Paul Broccardo – Henri Lemoine - 1932 Paul Broccardo – Georges Wambst - 1931 Learco Guerra – Alfredo Dinale - 1930 Onésime Boucheron – Armand Blanchonnet - 1929 Alfredo Binda – Domenico Piemontesi - 1928 Georges Wambst – Charles Lacquehay - 1927 Georges Rouyer – Alfred Letourneur |